# A Coat Tale
A Coat Tale è un cortometraggio muto del 1915. Il nome del regista non viene riportato nei credit.

## Produzione
Il film fu prodotto dalla Essanay Film Manufacturing Company.

### Cast
Snub Pollard (1889-1962): Di origine australiana (nato a Melbourne, nello stato di Victoria), girò questo che fu il suo secondo film con il nome Harry Pollard.

## Distribuzione
Distribuito dalla General Film Company, il film - un cortometraggio di una bobina - uscì nelle sale cinematografiche USA il 1º aprile 1915.